# Толедско кралство
Толедското кралство (на испански: Reino de Toledo) e кралство на вестготите в Испания от 507 до 725 г. със столица Барцино (507 – (546) и Толедо (546 – 721).

## История
Образувано е след Битката при Вуйе през късното лято на 507 г., когато вестготите, водени от Аларих II, са изтласкани от франките, начело с Хлодвиг I, към Испания.
Вестготите изподвядват арианството (507 – 589) и след III Толедски събор от 8 май 589 г. по времето на крал Рекаред I възприемат католицизма.
Кралството прекратява да съществува след инвазията на маврите през между 711 и 718 г. Цяла Септимания пада под тяхна власт през 725 г.

## Владетели на кралството
- Гезалех, 507 – 511 г.
- Амаларих, 511 – 531 г.
- Теудис, 531 – 548 г.
- Рекаред I, 586 – 601 г.
- Лиува II, 601 – 603 г.
- Ардо, 714 – 720 г., последният крал на вестготите